# Rivière Houlière
La rivière Houlière est un affluent de la rivière Manouane, coulant dans le territoire non organisé de Mont-Valin, dans la municipalité régionale de comté (MRC) du Fjord-du-Saguenay, dans la région administrative de Saguenay-Lac-Saint-Jean, dans la Province de Québec, au Canada.
Le bassin versant de la rivière Houlière est desservie par la route forestière R0251 ; quelques routes secondaires desservent la zone pour les besoins de la foresterie et des activités récréotouristiques,.
La foresterie constitue la principale activité économique du secteur ; les activités récréotouristiques, en second.
La surface de la rivière Houlière est habituellement gelée de la fin novembre au début avril, toutefois la circulation sécuritaire sur la glace se fait généralement de la mi-décembre à la fin mars.

## Géographie
Les principaux bassins versants voisins de la rivière Houlière sont :
- Côté nord : ruisseau Boisvert, lac Houlière, rivière Manouane, lac Duhamel ;
- Côté est : rivière Manouane, rivière du Castor-Qui-Cale, lac à Paul, rivière Naja ;
- Côté sud : rivière Manouane, rivière Alma, rivière du Portage ;
- Côté ouest : lac Péribonka, rivière Péribonka, Petite rivière Shipshaw.

La rivière Houlière prend sa source à l’embouchure du lac Houlière (altitude : 355 m) (49° 51′ 21″ N, 71° 04′ 10″ O). Ce lac est alimenté par le ruisseau Boisvert (venant du nord) et la décharge (venant de l’est) du lac La Ligné. Cette source est située dans le territoire non organisé de Mont-Valin à :
- 14,1 km au nord-ouest de l’embouchure de la rivière Houlière (confluence avec la rivière Manouane) ;
- 7,1 km au nord-est du centre du hameau de "Chute-des-Passes" ;
- 17,8 km au sud-est de l’embouchure de la Petite rivière Manouane ;
- 14,5 km à l'est du barrage à l’embouchure du lac Péribonka ;
- 28,3 km au nord-ouest d’une baie de l'ouest du réservoir Pipmuacan[2],[4].

À partir de sa source (lac Houlière), la rivière Houlière coule sur 15,8 km, entièrement en zone forestière, selon les segments suivants :
- 5,0 km vers le sud, jusqu’au lac à la Carpe (longueur : 3,3 km ; altitude : 281 m) (au niveau de son embouchure) ;
- 3,9 km vers le sud-ouest notamment en traversant le lac du Chat (longueur : 1,8 km ; altitude : 279 m), jusqu’à son embouchure. Note : Ce lac reçoit du Nord la décharge d’un lac non identifié ;
- 5,4 km vers le sud-est en traversant un petit lac non identifié, puis un second lac (longueur : 1,4 km ; altitude : 283 m), jusqu’à son embouchure. Note : ce dernier lac reçoit du Sud-Ouest la décharge d’un ensemble de lacs et le ruisseau Gysha ;
- 4,1 km vers le sud-est en traversant de nombreux rapides en fin de segment jusqu’à la confluence d’un ruisseau (venant du nord) ;
- 1,3 km vers le sud en ligne droite, jusqu’à son embouchure(49° 44′ 35″ N, 70° 58′ 50″ O)[2].

La rivière Houlière se déverse dans un coude de rivière sur la rive nord-ouest de la rivière Manouane, à :
- 2,5 km au nord de l’embouchure de la rivière à Georges (confluence avec la rivière Manouane) ;
- 27,5 km au sud-est de l’embouchure du lac Péribonka lequel est traversé vers le sud-est par la rivière Péribonka ;
- 15,5 km au nord-ouest d’une baie de la partie ouest du réservoir Pipmuacan ;
- 45,7 km au nord-ouest du barrage à l’embouchure du lac Pamouscachiou (faisant partie du réservoir Pipmuacan) ;
- 29,8 km au nord de l’embouchure de la rivière Manouane ;
- 134,9 km au nord-est de l’embouchure de la rivière Péribonka (confluence avec le lac Saint-Jean)[2]

À partir de l’embouchure de la rivière Houlière, le courant descend sur 36,1 km le cours de la rivière Manouane, sur 76,7 km le cours de la rivière Péribonka vers le sud jusqu’à son embouchure, traverse sur 29,3 km vers l'est le lac Saint-Jean, puis emprunte le cours de la rivière Saguenay vers l'est sur 160 km jusqu'à la hauteur de Tadoussac où il conflue avec le fleuve Saint-Laurent.

## Toponymie
Le toponyme de « rivière Houlière » a été officialisé le 5 décembre 1968 à la Banque des noms de lieux de la Commission de toponymie du Québec.